# コカマキリ
コカマキリ (小蟷螂、小鎌切、Statilia maculata）は、カマキリ目カマキリ科の昆虫。

## 体長
オスは36-55mm、メスは46-63mm。

## 分布
日本（本州（主に青森県津軽以南）、四国、九州）、朝鮮、中国、東南アジア、スリランカに分布する。

## 特徴
草原、林縁、林内に生息。鎌の内側に白と黒の帯がある。体色は褐色のものがほとんどだが、稀に緑色型の個体が見られる。小柄なため俊敏な動きを見せる。